# Ageusie
Ageusie is het verlies van de smaakzin. Soms is dit het gevolg van een neuspassagestoornis, aangezien veel van de smaakzin eigenlijk op geurwaarneming berust. De echte smaakzin huist echter op de tong en kan ook direct uitvallen. Het grotendeels of volledig verdwijnen van de smaakzin is een onbedoeld neveneffect van radiotherapie ter bestrijding van een tumor in de mondholte. Is er sprake van een (ernstige) verstoring van de smaak dan spreekt men van 'dysgeusia'.

## Trivia
Gedurende de Middeleeuwen werd er vaak een relatie gelegd tussen een ziekte en een heilige, die dan als patroonheilige functioneerde. Tegen tandpijn bijvoorbeeld riep men de heilige Apollonia van Alexandrië aan, omdat haar tanden en kiezen bij wijze van marteling zonder verdoving getrokken waren. Voor lijders aan ageusie bestaat nog geen patroonheilige, maar een goede kandidaat zou zijn de heilige Bernard van Clairvaux, in wiens biografie in de Gulden legende wij lezen dat hij door het vele vasten zijn smaak verloren had: “Hi hadde sijnre kelen begheerte so ghetamt dat hi in vele manieren sinen smaec verloren hadde.” (Hs. KB Brussel 15140, fol. 257ra) en daarom niet (meer) wist wat hij at.